# Stanisław Dużyński
Stanisław Dużyński (ur. 4 lutego 1923 w Zawidzu Kościelnym) – rzeźbiarz ludowy.
Od urodzenia mieszkał w Zawidzu Kościelnym, pow. Sierpc. Był synem organisty, w jego rodzinie nie było żadnych tradycji rzeźbiarskich.
Stanisław Dużyński otrzymał wykształcenie podstawowe. Gospodarował na własnym niewielkim gospodarstwie rolnym, zajmował się ciesielstwem i stolarstwem, od lat pięćdziesiątych także rzeźbieniem (choć pierwsze próby rzeźbiarskie podejmował we wczesnej młodości).
Dużyński rzeźbił głównie świątki. Najczęściej powtarzającym się tematem jego prac była Matka Boska Skępska i Żurawińska, Chrystus Frasobliwy, Chrystus Ukrzyżowany, Pietà. Wzory i projekty czerpał z własnej wyobraźni, dostępnych publikacji i dawnych rzeźb, czasem wzorował się na innych twórcach. Podejmował także tematykę świecką – rzeźbił postacie wiejskie, sceny rodzajowe, rzadziej postacie historyczne. Surowcem, w którym najchętniej rzeźbił, było drewno lipowe i topolowe. Rzeźby czyścił papierem ściernym po to, aby farba dobrze i równomiernie pokrywała drewno. Malował farbami olejnymi, pokostem, terpentyną. Używał zwykle kolorów ciemnych: brązowych, a nawet czarnych. Niemały wpływ na powstawanie rzeźb o tematyce świeckiej wywarła Cepelia i konkursy ogłaszane przez muzea.
Brał udział w licznych konkursach i wystawach sztuki ludowej zdobywając nagrody i wyróżnienia. Po raz pierwszy jego prace były eksponowane w 1957 r. na wystawie sztuki ludowej Mazowsza Płockiego w Muzeum Mazowieckim w Płocku. Rzeźby Dużyńskiego znajdują się w zbiorach licznych muzeów: Muzeum Wsi Mazowieckiej w Sierpcu, Muzeum Mazowieckim w Płocku, Państwowym Muzeum Etnograficznym w Warszawie, Muzeum Szlachty Mazowieckiej w Ciechanowie, placówkach muzealnych w Łodzi, Krakowie, Toruniu i in. Za pośrednictwem Cepelii rzeźby Dużyńskiego trafiły do odbiorcy zagranicznego. Również prace jego były eksponowane na kilku wystawach polskiej sztuki ludowej za granicą. Był członkiem Stowarzyszenia Twórców Ludowych.